# Cholerzyn
Cholerzyn est une localité polonaise de la gmina de Liszki, située dans le powiat de Cracovie en voïvodie de Petite-Pologne.